# Ruas de Fogo

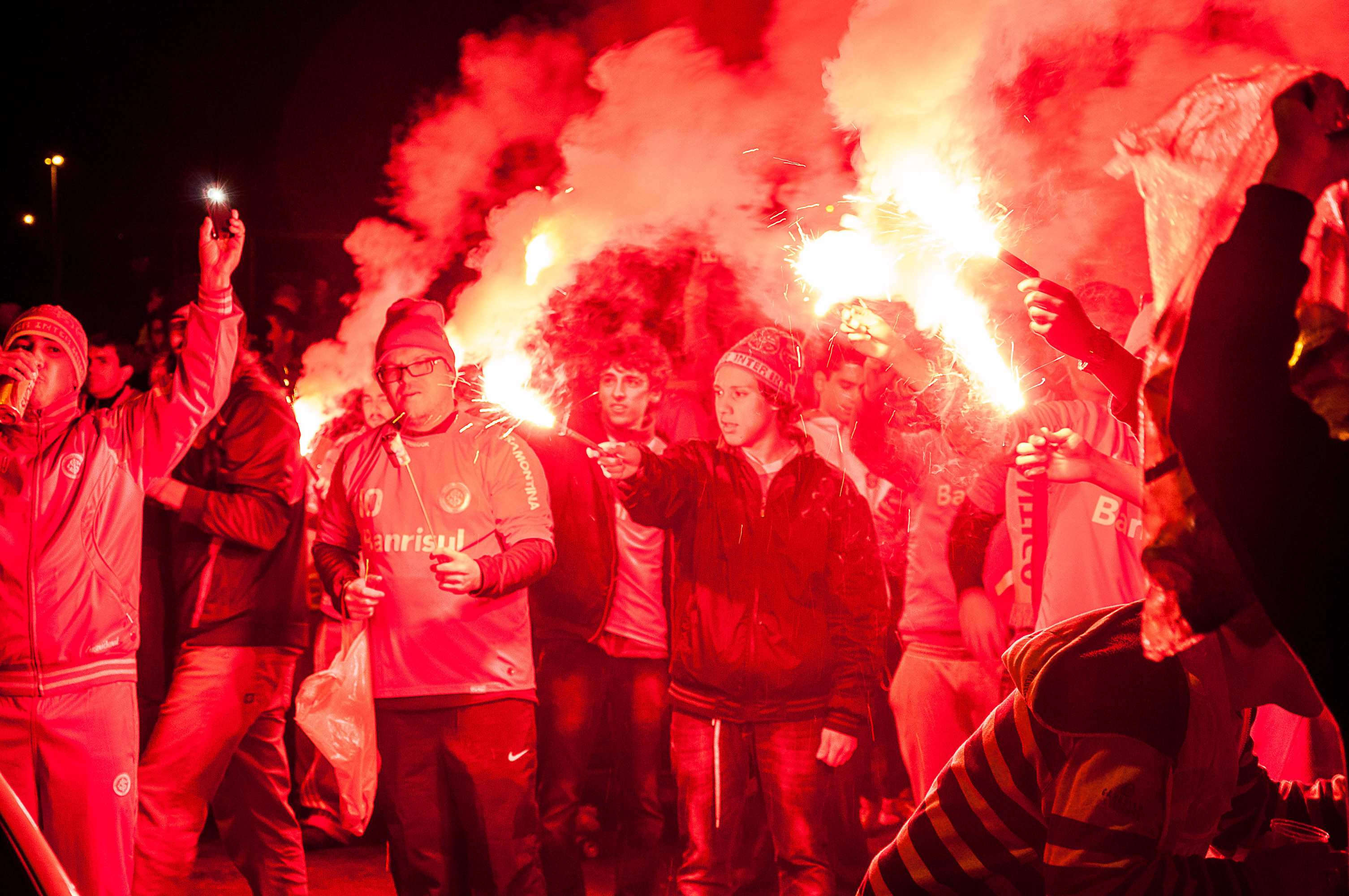
Ruas de Fogo realizadas antes de jogo na Libertadores.

As Ruas de Fogo são uma tradição futebolística, popularizada no Brasil pela barra brava Guarda Popular do Sport Club Internacional, consistentes na recepção do ônibus da equipe pelos fãs, que acendem incontáveis sinalizadores a fim de dispersar a fumaça avermelhada característica do instrumento.
A torcida promove a arrecadação de fundos para a compra de sinalizadores a fim de realizar essa espécie de comemoração, conhecida pelo corredor de sinalizadores vermelhos que comumente se forma na Avenida Padre Cacique, em Porto Alegre.

## Controvérsia
O uso dos objetos sempre foi uma tradição nos confrontos, principalmente em jogos de Copas Libertadores e Sul-Americana. A festa, no entanto, já não é permitida há alguns anos pela Conmebol. Atualmente, diversos clubes brasileiros replicam a festividade, característica de grandes confrontos.